# Bromdeoxiuridin

Strukturformel för BrdU.

Bromdeoxiuridin (5-brom-2-deoxiuridin, BrdU) är en syntetisk analog till tymidin som är en nukleosid. BrdU används både in vivo och in vitro för att studera celldelningshastighet. BrdU byggs in i DNA:t när cellen genomgår S-fasen i cellcykeln, och kan därför användas som ett indirekt bevis för celldelning. BrdU detekteras med hjälp av immunohistokemi.